# Everything Louder Forever
 (janvier 2022).
Albums de Motörhead
The Löst Tapes Vol.1
(2021)
Eveything Louder Forever (The Very Best of Motörhead) est une compilation du groupe de rock anglais, Motörhead. Elle est sortie le 29 octobre 2021 sur le label BMG. 

## Présentation
Sortie sous forme de double album, cette compilation regroupe quarante deux titres enregistrés avec les différentes formations du groupe à l'exception de la toute première avec Lucas Fox et Larry Wallis. Tous les albums studios, hors l'album de reprises Under Cöver (2017), y sont représentés par au moins un titre.
Cette compilation se classa à la 18e place des charts britanniques et dans différents pays européens dont la France (une semaines à la 74e place).

## Liste des titres

### Disc 1
| No  | Titre                          | Auteur                                          | De l’album                | Durée |
| --- | ------------------------------ | ----------------------------------------------- | ------------------------- | ----- |
| 1.  | Overkill                       | Lemmy Kilmister, Eddie Clarke, Phil Taylor      | Overkill, 1979            | 5:11  |
| 2.  | We Are Motörhead               | Kilmister, Phil Campbell, Mikkey Dee            | We Are Motörhead, 2000    | 2:21  |
| 3.  | Snaggletooth                   | Kilmister, Michael Burston, Campbell, Pete Gill | No Remorse, 1984          | 3:49  |
| 4.  | Rock It                        | Kilmister, Brian Robertson, Taylor              | Another Perfect Day, 1983 | 3:52  |
| 5.  | Orgasmatron                    | Kilmister, Burston, Campbell, Gill              | Orgasmatron, 1986         | 5:23  |
| 6.  | Brotherhood of Man             | Kilmister, Campbell, Dee                        | The Wörld is Yours, 2010  | 5:14  |
| 7.  | In the Name of Tragedy         | Kilmister, Campbell, Dee                        | Inferno, 2004             | 3:03  |
| 8.  | Bomber                         | Kilmister, Clarke, Taylor                       | Bomber, 1979              | 3:40  |
| 9.  | Sacrifice                      | Kilmister, Burston, Campbell, Dee               | Sacrifice, 1995           | 3:16  |
| 10. | The Thousand Names of God      | Kilmister, Campbell, Dee                        | Motörizer, 2008           | 4:33  |
| 11. | Love for Sale                  | Kilmister, Campbell, Dee                        | Snake Bite Love, 1998     | 4:53  |
| 12. | Killed by Death                | Kilmister, Burston, Campbell, Gill              | No Remorse, 1984          |       |
| 13. | I'm So Bad (Baby I Don't Care) | Kilmister, Burston, Campbell, Taylor            | 1916, 1991                | 3:14  |
| 14. | Smiling Like a Killer          | Kilmister, Campbell, Dee                        | Inferno, 2004             | 2:44  |
| 15. | Sharpshooter                   | Kilmister, Clarke, Taylor                       | Bomber, 1979              | 3:17  |
| 16. | Queen of the Damned            | Kilmister, Campbell, Dee                        | Aftershock, 2013          | 2:41  |
| 17. | Keys to the Kingdom            | Kilmister, Campbell, Dee                        | Inferno, 2004             | 4:46  |
| 18. | Craddle to the Grave           | Kilmister, Burston, Campbell, Taylor            | Rock 'n' Roll, 1987       | 4:04  |
| 19. | Lost Johnny                    | Kilmister, Mick Farren                          | Motörhead, 1977           | 4:13  |
| 20. | The Game                       | Jim Johnstone                                   | Hammered, 2002            | 3:31  |

### Disc 2
| No  | Titre                                         | Auteur                                           | De l’album                | Durée |
| --- | --------------------------------------------- | ------------------------------------------------ | ------------------------- | ----- |
| 1.  | Ace of Spades                                 | Kilmister, Clarke, Taylor                        | Ace of Spades, 1980       | 2:45  |
| 2.  | Burner                                        | Kilmister, Burston, Campbell, Dee                | Bastards, 1993            | 2:53  |
| 3.  | Stone Dead Forever                            | Kilmister, Clarke, Taylor                        | Bomber, 1979              | 4:52  |
| 4.  | Bad Woman                                     | Kilmister, Burston, Campbell, Dee                | Bastards, 1993            | 3:16  |
| 5.  | Just 'cos You Got the Power                   | Kilmister, Burston, Campbell, Taylor             | Rock 'n' Roll , 1987      | 7:31  |
| 6.  | Stay Out of Jail                              | Kilmister, Campbell, Dee                         | We Are Motörhead, 2000    | 3:01  |
| 7.  | No Class                                      | Kilmister, Clarke, Taylor                        | Overkill, 1979            | 2:38  |
| 8.  | I am the Sword                                | Kilmister, Burston, Campbell, Dee                | Bastards, 1993            | 4:26  |
| 9.  | The Chase Is Better Than the Catch            | Kilmister, Clarke, Taylor                        | Ace of Spades, 1980       | 4:14  |
| 10. | God Save the Queen                            | John Lydon, Steve Jones, Glen Matlock, Paul Cook | We Are Motörhead, 2000    | 3:17  |
| 11. | R.A.M.O.N.E.S. (version 2006)                 | Kilmister, Burston, Campbell, Taylor             | Kiss of Death, 2006       | 1:21  |
| 12. | Iron Fist                                     | Kilmister, Clarke, Taylor                        | Iron Fist, 1982           | 2:50  |
| 13. | Rock Out                                      | Kilmister, Campbell, Dee                         | Motörizer, 2008           | 2:08  |
| 14. | Dirty Love (Face B du single "Ace of Spades") | Kilmister, Clarke, Taylor                        | Ace of Spades, rééd. 1996 | 2:54  |
| 15. | Shine                                         | Kilmister, Robertson, Taylor                     | Another Perfect Day, 1983 | 3:09  |
| 16. | Overnight Sensation                           | Kilmister, Campbell, Dee                         | Overnight Sensation, 1996 | 4:09  |
| 17. | On Your Feet or on Your Knees                 | Kilmister, Burston, Campbell, Dee                | Bastards, 1993            | 2:34  |
| 18. | I Ain't No Nice Guy                           | Kilmister                                        | March ör Die, 1992        | 4:15  |
| 19. | Sucker                                        | Kilmister, Campbell, Dee                         | Kiss of Death, 2006       | 2:59  |
| 20. | 1916                                          | Kilmister                                        | 1916, 1991                | 3:44  |
| 21. | Choking On Your Screams                       | Kilmister, Campbell, Dee                         | Bad Magic, 2015           | 3:34  |
| 22. | Motörhead                                     | Kilmister                                        | Motörhead, 1977           | 3:10  |

## Musiciens
Lemmy Kilmister: basse et chant sur tous les titres avec:
CD 1, titres 1, 8, 15 et 19
CD 2, titres 1, 3, 7, 9, 12, 14 et 22
- "Fast" Eddie Clarke: guitare, chœurs
- Philthy Animal Taylor: batterie, percussions

CD 1, titre 4
CD 2, titre 15
- Brian Robertson: guitare
- Philthy Animal Taylor: batterie, percussions

CD 1, titres 3, 5, 12
- Phil Campbell: guitare
- Würzel: guitare
- Pete Gill: batterie, percussions

CD 1, titres 13 et 18
CD 2, titres 5, 18 et 20
- Phil Campbell: guitare
- Würzel: guitare
- Philthy Animal Taylor: batterie, percussions

CD 1, titre 9
CD 2, titres 2, 4, 8, 17
- Phil Campbell: guitare
- Würzel: guitare
- Mikkey Dee: batterie, percussions

CD 1, titres 2, 6, 7, 10, 11, 14, 16, 17 et 20
CD 2, titres 6, 10, 11, 13, 16, 19 et 21
- Phil Campbell: guitare
- Mikkey Dee: batterie, percussions

Invités sur "Ain't No Nice Guy"
- Peter Solley : claviers et arrangements (violoncelle)
- Slash : guitare solo
- Ozzy Osbourne : chant en duo avec Lemmy

## Charts
| Pays         | Durée du classement | Meilleur classement |
| ------------ | ------------------- | ------------------- |
| Allemagne    | 3 semaines          | 6e                  |
| Autriche     | 1 semaine           | 12e                 |
| Belgique (V) | 1 semaine           | 92e                 |
| Belgique (W) | 3 semaines          | 42e                 |
| Espagne      | 1 semaines          | 48e                 |
| Finlande     | 1 semaine           | 31e                 |
| France       | 1 semaine           | 74e                 |
| Royaume-Uni  | 2 semaines          | 18e                 |
| Suisse       | 2 semaines          | 13e                 |